# パインウッド・スタジオ
パインウッド・スタジオ（Pinewood Studios）は、イギリスのバッキンガムシャーにある映画スタジオ。『ジェームズ・ボンド』シリーズで有名な映画スタジオである。2016年にイギリスの投資ファンド Picture Holdco Ltd に買収されたパインウッド・スタジオ・グループにより運営されている。

## 概要
1936年に開設。1940年代の第二次世界大戦では空軍に接収される。1960年代から007シリーズやエイリアンシリーズなどの撮影が同地で行われた。2006年には火災で一部が焼け、撮影が中断される。

## おもなフィルモグラフィ

### 映画
- 007シリーズ[1]
- エイリアンシリーズ[2][3]
- 謎の円盤UFO
- スペース1999
- ダンディ2 華麗な冒険
- バットマン リターンズ
- 呪われた森
- ミッション:インポッシブル
- マンマ・ミーア!
- ジュラシック・ワールド/炎の王国[4]
- スター・ウォーズシリーズ[1][5]
- ジュラシック・ワールド/新たなる支配者[6]

### テレビ
- ドクター・フー（第2シリーズ「闇の覚醒」「地獄への扉」[7]、第8シリーズほか[8]）
- イーストエンダーズ
- Emmerdale
- バーナビー警部
- ザ・ヴォイスUK（ライブショー）